# ネオコロッセオ
『ネオコロッセオ』は、日本テレビ系列で2021年12月22日19:00 - 20:54（JST）に放送されたスポーツバラエティ特別番組である。

## 出演者

### MC
- 亀梨和也（KAT-TUN）

### 進行
- 藤井貴彦（日本テレビアナウンサー）

### ジャニーズメンバー
- 八乙女光（Hey! Say! JUMP）
- 河合郁人（A.B.C-Z）
- 岩本照（Snow Man）
- 田中樹（SixTONES）
- 中村嶺亜（7 MEN 侍 / ジャニーズJr.）
- 猪狩蒼弥（HiHi Jets / ジャニーズJr.）
- 藤井直樹（美 少年 / ジャニーズJr.）
- 元木湧（少年忍者 / ジャニーズJr.）
- 吉澤閑也（Travis Japan / ジャニーズJr.）

### アスリート
- 西矢椛（スケートボード　東京五輪・金メダル）
- 野中生萌（クライミング　東京五輪・銀メダル）
- 林咲希（バスケットボール　東京五輪・銀メダル）
- 武藤弘樹（アーチェリー　東京五輪・銅メダル）
- トム･ホーバス（バスケットボール　男子日本代表ヘッドコーチ）
- 古川高晴（アーチェリー　東京五輪・銅メダル）
- 四十住さくら（スケートボード　東京五輪・金メダル）
- 須﨑優衣（レスリング　東京五輪・金メダル）

## 対戦内容
| 対戦競技         | アスリート | ジャニーズ | 内容 |
| ---------------- | ---------- | --- | ---- |
| クライミング     | 野中生萌   | 岩本照（Snow Man）、田中樹（SixTONES） |      |
| アーチェリー     | 武藤弘樹   | 河合郁人（A.B.C-Z）、八乙女光（Hey! Say! JUMP） |      |
| スケートボード   | 西矢椛     | 中村嶺亜（7 MEN 侍 / ジャニーズJr.） |      |
| バスケットボール | 林咲希     | 猪狩蒼弥（HiHi Jets / ジャニーズJr.）、藤井直樹（美 少年 / ジャニーズJr.）、元木湧（少年忍者 / ジャニーズJr.）、吉澤閑也（Travis Japan / ジャニーズJr.） |      |

## スタッフ
- 企画・演出：水嶋陽、柳沢英俊
- 構成：桜井慎一、橋本大介、吉田聡
- TM：保刈寛之
- SW：松嶋賢一
- カメラ：岩永雄允
- 音声：木本文子
- VE：天内理絵
- 照明：市川朋樹
- 技術協力：NiTRO、ジャパンテレビ
- 美術協力：日テレアート
- 美術プロデューサー：稲本浩
- デザイン：熊崎真知子、北村春美
- 大道具：武井俊幸、石原隆
- 電飾：糸数青祥
- アクリル装飾：松本健
- 特殊効果：内山栄一
- 衣裳：川上紗也加
- メイク：星野沙紀
- ロケ技術：スウィッシュ・ジャパン
- 編集：森田智之、小林紗佳
- MA：丸山輝幸
- 音効：樋口謙
- TK：石島加奈子
- デスク：御手洗万姫
- 編成：今井大輔
- 宣伝：森俊憲
- 協力：ポラール・エレクトロ・ジャパン、Atoa SPORTS、UP STARTバスケ塾、成澤駿太郎
- ディレクター：長谷川たかし、増田貴也、高橋左和己、鍋田拓朗、大塚太智、ネルムス健、萬俊之、神尾友紀 / 谷口心、小野真歩、倉田倫直、藤井楓馬、大森遼、マリク紗世武、斉藤吉晴、植木友哉、木村彩寧、河野寛之
- 演出：吉田稔、石川直志
- プロデューサー：紀内良彦、吉無田剛、沢田健介、秋山雅美、村田聡子、仲田竜馬、竹下美佐 / 塚本和也、加藤万紀子、加藤宏実、石田真之介
- チーフプロデューサー：今井田彩、川邊昭宏
- 制作協力：passion、日企
- 製作著作：日本テレビ